# La cena di Natale
La cena di Natale è un film del 2016 diretto da Marco Ponti.
Il film è il sequel di Io che amo solo te del 2015 ed è tratto dal romanzo La cena di Natale di «Io che amo solo te» di Luca Bianchini.

## Trama
A Polignano a Mare, la famiglia Scagliusi vive una turbolenta vigilia di Natale.
La storia principale è quella di Damiano e Chiara: quest’ultima è all’ottavo mese di gravidanza; Chiara scopre poi che Damiano l’ha tradita. 
Nel frattempo Don Mimì, il padre di Damiano, parla alla madre di Chiara, con la quale aveva avuto una storia da ragazzo, proponendole un viaggio d'amore a Parigi. Nel frattempo Matilde, la madre di Damiano, diventa ossessionata da un anello di smeraldo regalatole dal marito. 
Si intrecciano altre storie, il fratello di Damiano, Orlando, omosessuale, mette incinta la finta fidanzata Daniela, la quale è in realtà lesbica. La sera stessa della vigilia di Natale, durante una movimentata cena, Orlando intraprenderà una relazione, Daniela annuncerà la partner, Chiara scoprirà del tradimento, Matilde perderà il suo anello e arriverà la zia di Chiara, Pina, da Milano.

## Colonna sonora
Nella colonna sonora del film c'è la canzone di Emma Quando le canzoni finiranno, che è stata il quinto singolo del suo album Adesso.
Inoltre, il videoclip del singolo è stato diretto dagli stessi Luca Bianchini e Marco Ponti ed è stato pubblicato il 18 novembre.

## Distribuzione
Il film è stato distribuito da 01 Distribution ed è uscito nelle sale cinematografiche il 24 novembre 2016.

## Produzione
Il film è stato girato principalmente a Polignano a mare e alcune riprese si sono svolte tra Monopoli, Fasano e Martina Franca.